# 田瀾
田瀾（1478年—？），字汝觀，陝西西安府義安縣人，民籍，明朝政治人物。

## 生平
弘治十四年辛酉科陝西鄉試第三十八名舉人。弘治十八年（1505年）中式乙丑科會試第三十二名，三甲第三名進士。官兵部主事。

## 家族
曾祖田景春；祖父田懋，通判；父田耕，教授。前母馬氏；前母王氏；母李氏。慈侍下。兄溥、灌。弟潺。